# Campeonato Europeo de Judo de 2006
El LIV Campeonato Europeo de Judo se celebró en Tampere (Finlandia) entre el 25 y el 28 de mayo de 2006 bajo la organización de la Unión Europea de Judo (EJU) y la Federación Finlandesa de Judo. Las competiciones se realizaron en el Estadio de Hielo de la ciudad finlandesa.
Las competiciones de la categoría abierta se disputaron en Novi Sad (Serbia) el 8 de diciembre.

## Medallistas en Tampere

### Masculino
| Evento  | Oro                              | Plata                          | Bronce                                                      |
| ------- | -------------------------------- | ------------------------------ | ----------------------------------------------------------- |
| –60 kg  | Craig Fallon Reino Unido         | Armen Nazarian Armenia         | Ruben Houkes · Países Bajos · Ludwig Paischer · Austria     |
| –66 kg  | Zaza Kedelashvili Georgia        | Benjamin Darbelet Francia      | Andreas Mitterfellner · Austria · Künter Rothberg · Estonia |
| –73 kg  | Elnur Məmmədli Azerbaiyán        | Daniel Fernandes Francia       | Bryan van Dijk · Países Bajos · Salamu Mezhidov · Rusia     |
| –81 kg  | Siarhei Shundzikau · Bielorrusia | Giuseppe Maddaloni · Italia    | Guillaume Elmont · Países Bajos · Sergei Aschwanden · Suiza |
| –90 kg  | Ivan Pershin · Rusia             | David Alarza Palacios · España | Winston Gordon · Reino Unido · Roberto Meloni · Italia      |
| –100 kg | Ruslan Gasymov · Rusia           | Dániel Hadfi · Hungría         | Peter Cousins · Reino Unido · Dimitri Peters · Alemania     |
| +100 kg | Andreas Tölzer · Alemania        | Janusz Wojnarowicz · Polonia   | Tamerlan Tmenov · Rusia · Zviadi Jandzhaliashvili · Georgia |

### Femenino
| Evento | Oro                          | Plata                           | Bronce                                                            |
| ------ | ---------------------------- | ------------------------------- | ----------------------------------------------------------------- |
| –48 kg | Alina Dumitru · Rumania      | Neşe Şensoy Turquía             | Frédérique Jossinet · Francia · Michaela Baschin · Alemania       |
| –52 kg | Telma Monteiro Portugal      | Ioana Aluaș-Dinea · Rumania     | Ilse Heylen · Bélgica · Mareen Kräh · Alemania                    |
| –57 kg | Barbara Harel Francia        | Kifayət Qasımova Azerbaiyán     | Sabrina Filzmoser · Austria · Isabel Fernández Gutiérrez · España |
| –63 kg | Sarah Clark Reino Unido      | Lucie Décosse Francia           | Elisabeth Willeboordse · Países Bajos · Ylenia Scapin · Italia    |
| –70 kg | Gévrise Émane Francia        | Heide Wollert · Alemania        | Cathérine Jacques · Bélgica · Maryna Pryshchepa · Ucrania         |
| –78 kg | Vera Moskaliuk · Rusia       | Céline Lebrun Francia           | Esther San Miguel · España · Sviatlana Tsimashenka · Bielorrusia  |
| +78 kg | Anne-Sophie Mondière Francia | Carola Uilenhoed · Países Bajos | Yuliya Barysik · Bielorrusia · Lucija Polavder · Eslovenia        |

### Medallero
| Núm. | País         | Oro | Plata | Bronce | Total |
| ---- | ------------ | --- | ----- | ------ | ----- |
| 1    | Francia      | 3   | 4     | 1      | 8     |
| 2    | Rusia        | 3   | 0     | 2      | 5     |
| 3    | Reino Unido  | 2   | 0     | 2      | 4     |
| 4    | Alemania     | 1   | 1     | 3      | 5     |
| 5    | Azerbaiyán   | 1   | 1     | 0      | 2     |
| 5    | Rumania      | 1   | 1     | 0      | 2     |
| 7    | Bielorrusia  | 1   | 0     | 2      | 3     |
| 8    | Georgia      | 1   | 0     | 1      | 2     |
| 9    | Portugal     | 1   | 0     | 0      | 1     |
| 10   | Países Bajos | 0   | 1     | 4      | 5     |
| 11   | España       | 0   | 1     | 2      | 3     |
| 11   | Italia       | 0   | 1     | 2      | 3     |
| 13   | Armenia      | 0   | 1     | 0      | 1     |
| 13   | Hungría      | 0   | 1     | 0      | 1     |
| 13   | Polonia      | 0   | 1     | 0      | 1     |
| 13   | Turquía      | 0   | 1     | 0      | 1     |
| 17   | Austria      | 0   | 0     | 3      | 3     |
| 18   | Bélgica      | 0   | 0     | 2      | 2     |
| 19   | Eslovenia    | 0   | 0     | 1      | 1     |
| 19   | Estonia      | 0   | 0     | 1      | 1     |
| 19   | Suiza        | 0   | 0     | 1      | 1     |
| 19   | Ucrania      | 0   | 0     | 1      | 1     |
|      | TOTAL        | 14  | 14    | 28     | 56    |

## Medallistas en Novi Sad

### Masculino
| Evento            | Oro                       | Plata                     | Bronce                                        |
| ----------------- | ------------------------- | ------------------------- | --------------------------------------------- |
| Categoría abierta | Alexandr Mijailin · Rusia | Yevhen Sotnikov · Ucrania | Adam Okruashvili Georgia Martin Padar Estonia |

### Femenino
| Evento            | Oro                       | Plata                    | Bronce                                                    |
| ----------------- | ------------------------- | ------------------------ | --------------------------------------------------------- |
| Categoría abierta | Tea Donguzashvili · Rusia | Natalia Sokolova · Rusia | Yelena Ivashchenko · Rusia · Yuliya Barysik · Bielorrusia |

### Medallero
| Núm. | País        | Oro | Plata | Bronce | Total |
| ---- | ----------- | --- | ----- | ------ | ----- |
| 1    | Rusia       | 2   | 1     | 1      | 4     |
| 2    | Ucrania     | 0   | 1     | 0      | 1     |
| 3    | Bielorrusia | 0   | 0     | 1      | 1     |
| 3    | Estonia     | 0   | 0     | 1      | 1     |
| 3    | Georgia     | 0   | 0     | 1      | 1     |
|      | TOTAL       | 2   | 2     | 4      | 8     |